# Sum
Sum (în mongolă: Сум) este o subîmpărțire administrativă a provinciei (aimag) în Mongolia. Un sum este la rândul lui subîmpărțit în „bag”-uri. Suprafața unui sum este în medie de 4.200 km² având ca, 5000 de locuitori. In Mongolia sunt 331 de sum-uri care se găsesc în 21 de aimag-uri. In Regiunea autonomă mongolă, Mongolia Interioară și în China se află 181 de sum-uri chineză: sūmù 苏木).